# Mitromorpha granulata
Mitromorpha granulata é uma espécie de gastrópode do gênero Mitromorpha, pertencente a família Mitromorphidae.